# Danfoss
Skupina Danfoss je svetovni proizvajalec sestavnih delov in rešitev za hlajenje, klimatizacijo, ogrevanje in regulacijo. Danfossova neto prodaja je 2,6 miljarde evrov (3,4 milijarde ameriških dolarjev) in zaposluje približno 22.000 ljudi. Sedež Danfossa se nahaja na Danskem v mestu en:Nordborg.
Danfoss je leta 1933 ustanovil en:Mads Clausen in je danes skoraj v celoti v lasti fundacije Bitten and Mads Clausen fundation. Leta 2002 se je Danfoss pridružil organizaciji združenih narodov en:UN Global Compact, ki je sestavljena iz desetih temeljev, ki zajemajo socialno in okoljevarstveno odgovornost. 
Danfossova proizvodnja znaša približno 250.000 delov dnevno v več kot 50 tovarnah, ki se nahajajo v 20 državah. Danfossovo prodajno mrežo sestavlja več kot 110 prodajnih družb ter 100 agentov in distributerjev.

## Zgodovina podjetja
- Ustanovitelj Danfossa, en:Mads Clausen, se je leta 1905 rodil na kmetiji v južnem delu danske v bližini nemške meje. Leta 1933, ko je dokončal študij strojništva, se je Mads Clausen vrnil v rojstni kraj in ustanovil podjetje na podstrešju kmetije svojih staršev.

- Leta 1930 je zaradi visokih cen carine in prepovedi uvoza nekaterih izdelkov Mads Clausen uspel s proizvodnjo in prodajo dolgega seznama avtomatskih ventilov za hladilne naprave, ki so bili uvoženi iz ZDA.

- Leta 1940 je bila zaključena širitev Danfossa in podružnice so bile ustanovljene v Belgiji, na Norveškem in Finskem, v Španiji, na Švedskem in Nizozemskem ter v Angliji.

- Leta 1950 je bil uveden nov način plačevanja zaposlenih t. i. »en:piecework« (plačevanje na kos) in število zaposlenih je naraslo preko 2.000.

- Leta 1966 je, zaradi srčnega napada, umrl Mads Clausen, star 60 let. Z vodenjem podjetja je nadaljevala njegova žena Bitten Clausen, ki je postala predsednica upravnega odbora. Predsednik in izvrši direktor je postal Andreas Jepsen.

- Leta 1983 je Danfoss praznoval svoj 50. rojstni dan. Tisoč zaposlenih je doseglo delovno dobo 25 let.

- Leta 1996 je bil kot predsednik in izvršni direktor skupine Danfoss imenovan Jørgen M. Clausen, sin Madsa Clausa.

- Leta 1997 je prodaja presegla 2,2 milijarde eur in število zaposlenih se je povečalo na 18.200.

- Leta 2000 sta se združila Danfossov poslovni segment Mobile Hydraulics in nemška družba Sauer Inc, ki tvorita en:Sauer-Danfoss. Predsednik novonastalega podjetja je postal Jørgen M. Clausen. Danfoss ima v lasti 55,4% delnic, ki se prodajajo na New Yorški borzi.

- Leta 2005, 100 let po rojstvu ustanovitelja, je bil sedež Danfossa še vedno v podeželski vasi Nordborga. Kmetija družine Clausen je bila spremenjena v muzej.

- Leta 2007 je skupina Danfoss razširila svoje zmogljivosti po svetu, točneje na Danskem in Kitajskem, v ZDA, Romuniji in na Poljskem ter v Franciji. Obsegajo 130.000 kvadratnih metrov proizvodnje, skladišč in pisarniških površin.

- Leta 2008 Danfoss praznuje 75. obletnico in 40. obletnico VLT Frequency Converterja. Jørgen M. Clausen se je upokojil kot izvršni direktor na svoj 60. rojstni dan.

## Izvršni odbor
- Niels Bjørn Christiansen, Izvršni direktor
- Frederik Lotz, Finančni direktor
- Kim Fausing, Direktor operacij